# Регионсервис
«Регионсервис» – российская коллегия адвокатов, основанная в 2000 году в Кемерово.

## История
В 2000 году было создано адвокатское бюро «Регионсервис» Кемеровской областной коллегии адвокатов, которое в 2003 году было преобразовано в некоммерческую организацию «Коллегия адвокатов «Регионсервис». На 2022 год у коллегии есть офисы в Кемерово, Москве, Екатеринбурге, а также представительства в Тюмени и Томске.
Среди громких дел с участием коллегии представление интересов Администрации г. Кемерово и Кемеровского муниципального района в споре с ООО «Шахта Лапичевская», «УК «Волга-Сити» в Верховном Суде в споре с бывшим директором ООО «ОКБМ», Евгения Гришковца по иску Земфиры, «Платинум Недвижимость» в резонансном споре с ОАО «Банк Москвы» (в настоящее время — АО «БМ-Банк») о признании недействительными своп-сделок, заключенных в результате недобросовестного поведения банка по отношению к своему клиенту, Олега Тинькова в споре с блогерами Nemagia, участие в подготовке правовой позиции  «Сбербанка России» в споре с «Транснефтью» на стадии апелляции, представление интересов «Русал» в конфликте с группой МИКОМ вокруг «Новокузнецкого алюминиевого завода», интересов холдинга «Евраз» при проведении процедуры банкротства «Новокузнецкого металлургического комбината» и других. Партнер Татьяна Стукалова представляла интересы Димы Билана (в споре за псевдоним), Сергея Филина, Александра Кокорина, Жасмин (по её бракоразводному процессу с бизнесменом Вячеславом Семендуевым), Яны Рудковской, Тимати, защита интересов уполномоченных пайщиков против Новгородского областного потребительского общества в деле о привлечении к субсидиарной ответственности. 
В 2019 году коллегия получила Национальную премию в области адвокатской деятельности и адвокатуры в номинации «Триумф». 
В 2016-2021 годах коллегия стала крупнейшей российской региональной юридической компанией по размеру выручки и количеству юристов, входит в топ-5 рейтинга литигаторов России и занимает ведущие позиции по девяти отраслям права по версии Право.ру, занимает высокие позиции в рейтингах журнала Forbes и газеты Коммерсантъ.